# Grand Prix Formule 1 van Frankrijk 2002
De Grand Prix Formule 1 van Frankrijk 2002 werd gehouden op 21 juli 2002 op het Circuit Magny-Cours in Magny-Cours.

## Verslag
Zonder beide Arrows' en de -door een zware crash in de vrije training- geblesseerde Giancarlo Fisichella werd de race aangevangen.  Rubens Barrichello kwam opnieuw niet weg van de grid in de opwarmronde, maar nu betekende het ook einde wedstrijd omdat de monteurs de wagen niet meer aan de praat wisten te krijgen.  De achttien overgebleven coureurs gingen van start met Juan Pablo Montoya op kop,  maar het werd al gauw duidelijk dat zijn Williams in de race tempo miste  en hij Michael Schumacher ophield. Hierdoor konden Kimi Räikkönen, Ralf Schumacher en David Coulthard de aansluiting vinden in de strijd om de overwinning.  Na de eerste pitstops werd duidelijk dat Williams worstelde met bandenslijtage en Ralf Schumacher verloor nog extra tijd vanwege een drive-through penalty vanwege het overschrijden van de witte lijn bij het uitkomen van de pits. Ook zijn broer Michael maakte deze fout en verloor hiermee de leiding aan Räikkönen.  Coulthard overkwam hetzelfde,  waarmee hij zijn tweede plaats verspeelde aan Schumacher.  Räikkönen reed een foutloze race en leek op weg naar de overwinning, met Michael Schumacher vlak achter hem die echter geen aanstalten maakte om de Fin nog in te halen.  De race had nog maar enkele ronden te gaan toen de motor van Allan McNish het begaf en olie verloor vlak voor de Adelaide-hairpin.  Räikkönen gleed over de olie te ver door in deze bocht, terwijl Michael Schumacher de bocht normaal kon nemen en zo voorbij ging aan de Fin. Via de boordradio vroeg de Duitser nog of hij Räikkönen niet weer voorbij moest laten omdat hij zou hebben ingehaald onder de gele vlag, maar Ferrari raadde het Schumacher af.  
Zo won hij de race en kon zich al wereldkampioen noemen.  Na de race werd het inhalen onder geel van Schumacher nog onderzocht door de officials,  maar er werd geen straf uitgedeeld aan Schumacher omdat het een fout betrof van Räikkönen en Schumacher via de gebruikelijke lijn door de bocht was gegaan.
Met deze wereldtitel evenaarde Michael Schumacher het record van 5 titels dat op naam stond van Juan Manuel Fangio

## Uitslag
| Positie | Nummer | Rijder                | Team               | Ronden | Tijd/Opgave          | Startplaats | Punten |
| ------- | ------ | --------------------- | ------------------ | ------ | -------------------- | ----------- | ------ |
| 1       | 1      | Michael Schumacher    | Scuderia Ferrari   | 72     | 1:32:09.837          | 2           | 10     |
| 2       | 4      | Kimi Räikkönen        | McLaren - Mercedes | 72     | +1.104               | 4           | 6      |
| 3       | 3      | David Coulthard       | McLaren - Mercedes | 72     | +31.975              | 6           | 4      |
| 4       | 6      | Juan Pablo Montoya    | Williams-BMW       | 72     | +40.675              | 1           | 3      |
| 5       | 5      | Ralf Schumacher       | Williams-BMW       | 72     | +41.772              | 5           | 2      |
| 6       | 15     | Jenson Button         | Renault            | 71     | +1 Ronde             | 7           | 1      |
| 7       | 7      | Nick Heidfeld         | Sauber - Petronas  | 71     | +1 Ronde             | 10          |        |
| 8       | 23     | Mark Webber           | Minardi - Asiatech | 71     | +1 Ronde             | 18          |        |
| 9       | 17     | Pedro de la Rosa      | Jaguar Racing      | 70     | +2 Rondes            | 15          |        |
| 10      | 22     | Alex Yoong            | Minardi - Asiatech | 68     | +4 Rondes            | 19          |        |
| 11      | 25     | Allan McNish          | Toyota             | 65     | Motor                | 17          |        |
| Ret     | 16     | Eddie Irvine          | Jaguar Racing      | 52     | Achtervleugel        | 9           |        |
| Ret     | 14     | Jarno Trulli          | Renault            | 49     | Motor                | 8           |        |
| Ret     | 8      | Felipe Massa          | Sauber - Petronas  | 48     | Mechanisch           | 12          |        |
| Ret     | 24     | Mika Salo             | Toyota             | 48     | Motor                | 16          |        |
| Ret     | 11     | Jacques Villeneuve    | BAR-Honda          | 35     | Motor                | 13          |        |
| Ret     | 12     | Olivier Panis         | BAR-Honda          | 29     | Ongeluk              | 11          |        |
| Ret     | 10     | Takuma Sato           | Jordan-Honda       | 23     | Gespind              | 14          |        |
| DNS     | 2      | Rubens Barrichello    | Scuderia Ferrari   | 0      | Ontsteking           | 3           |        |
| DNQ     | 20     | Heinz-Harald Frentzen | Arrows - Cosworth  | 0      | Financiële problemen | 21          |        |
| DNQ     | 21     | Enrique Bernoldi      | Arrows - Cosworth  | 0      | Financiële problemen | 0           |        |
| WD      | 9      | Giancarlo Fisichella  | Jordan-Honda       | 0      | Gewond               | 22          |        |

## Wetenswaardigheden
- Laatste snelste ronde: David Coulthard.
- Giancarlo Fisichella crashte in een zaterdagtraining en mocht van de doktoren niet deelnemen aan de race.
- Door deze overwinning behaalde Michael Schumacher zijn vijfde wereldtitel, waarmee hij het record van Juan Manuel Fangio evenaarde. Het is ook de vroegste wereldtitel ooit, slechts 11 races waren dit seizoen nog gereden en er moesten er nog 6 gereden worden.
- Beide Arrows-auto's wisten zich niet te kwalificeren voor de race door financiële problemen. Het zou de voorlaatste Grand Prix worden voor het team.

## Statistieken
| Snelste ronde | David Coulthard | McLaren - Mercedes | 1:15.045 |

## Noot
- Dit waren de eerste rondes als raceleider voor Kimi Räikkönen.

1906 · 1907 · 1908 · 1912 · 1913 · 1914 · 1921 · 1922 · 1923 · 1924 · 1925 · 1926 · 1927 · 1928 · 1929 · 1930 · 1931 · 1932 · 1933 · 1934 · 1935 · 1936 · 1937 · 1938 · 1939 · 1947 · 1948 · 1949 · 1950 · 1951 · 1952 · 1953 · 1954 · 1956 · 1957 · 1958 · 1959 · 1960 · 1961 · 1962 · 1963 · 1964 · 1965 · 1966 · 1967 · 1968 · 1969 · 1970 · 1971 · 1972 · 1973 · 1974 · 1975 · 1976 · 1977 · 1978 · 1979 · 1980 · 1981 · 1982 · 1983 · 1984 · 1985 · 1986 · 1987 · 1988 · 1989 · 1990 · 1991 · 1992 · 1993 · 1994 · 1995 · 1996 · 1997 · 1998 · 1999 · 2000 · 2001 · 2002 · 2003 · 2004 · 2005 · 2006 · 2007 · 2008 · 2018 · 2019 · 2021 · 2022